# Parlamento de La Rioja

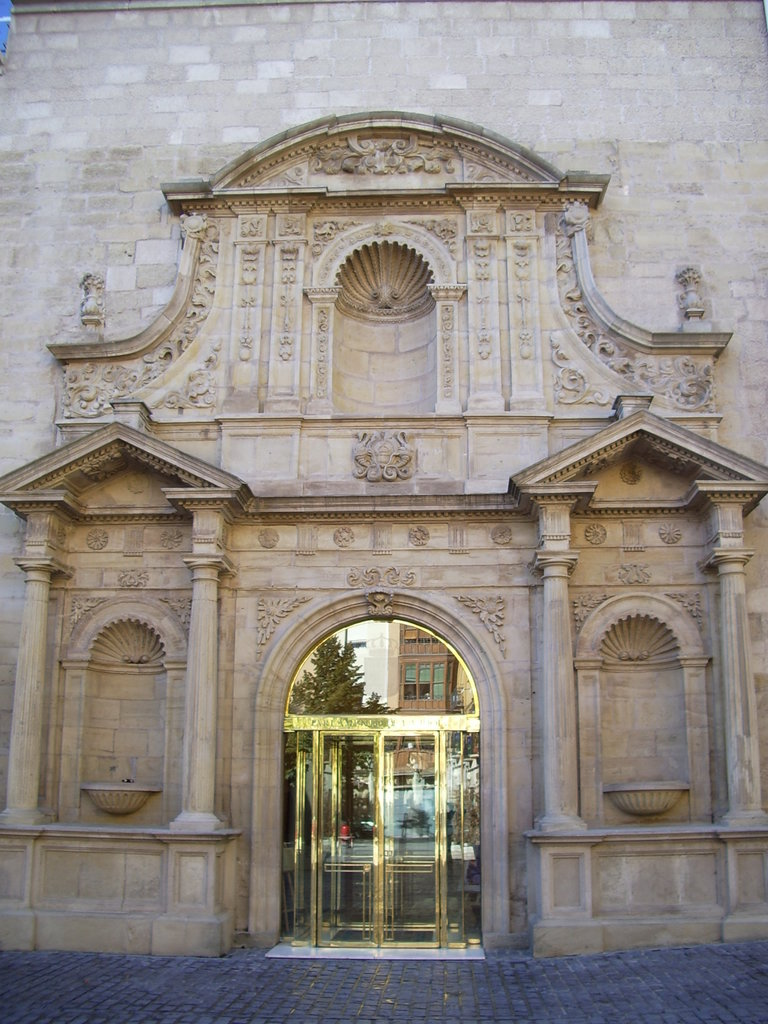
Fachada do antigo convento da Merced, sede do atual Parlamento de La Rioja

O Parlamento de La Rioja é, junto ao Presidente e governo regionais, um dos três órgãos institucionais da Comunidade Autônoma de La Rioja (Espanha).

## Funções
O Parlamento representa o povo de La Rioja, exerce o poder legislativo, aprova os orçamentos e as contas de La Rioja, impulsiona e controla a ação política e de Governo assim como qualquer outra competência que o corresponda dentro do marco legal em que se encontra (constituição, ordenamento jurídico, etc).

## Composição
Repartição de assentos (legislatura 2003-2007) 
- Grupo Parlamentar Popular (Partido Popular): 17 deputados
- Grupo Parlamentar Socialista (Partido Socialista): 14 deputados
- Grupo Parlamentar Misto (Partido Riojano): 2 deputados

## Sede
O edifício onde se encontra o Parlamento de La Rioja data do século XIV, sendo que sofreu importantes reformas durante o século XVI. Destaca-se sua fachada barroca, que data de 1685.
Durante o século XIX é utilizado como quartel, hospital militar, prisão... até que em 1889 se estabelece nela uma fábrica de tabacos, realizando-se importantes reformas.
Em 1978 volta à mãos municipais. Após a criação do Estatuto de Autonomia de La Rioja, o edifício é restaurado em 1988, e o  claustro de convento se converte em Parlamento. O resto do antigo convento é reutilizado como sala de exposições (sala Amós Salvador) e como Biblioteca Municipal.